# Juozas Blažys
Juozas Blažys (ur. 2 maja 1890 w Szawlach, zm. 25 kwietnia 1939 w Kownie) – litewski lekarz psychiatra, profesor i wicerektor Uniwersytetu Witolda Wielkiego w Kownie. Pionier litewskiej psychiatrii, autor pierwszego podręcznika psychiatrii w języku litewskim (1935).
Ukończył studia medyczne na Cesarskiej Wojskowej Akademii Medycznej w Sankt Petersburgu w 1914 roku. Po 1918 roku praktykował w szpitalu psychiatrycznym w Taurogach. Po utworzeniu uniwersytetu w Kownie został wybrany kierownikiem kliniki chorób nerwowych i umysłowych, w 1935 roku został profesorem, a w 1938 wicerektorem uczelni

## Wybrane prace
- Įvadas į psichiatriją. Kaunas: Raidès, 1935